# Algiers (album Calexico)
Algiers è il settimo album discografico del gruppo musicale statunitense Calexico, pubblicato nel 2012.

## Tracce
1. Epic – 4:14
2. Splitter – 3:30
3. Sinner in the Sea – 4:14
4. Fortune Teller – 3:57
5. Para – 3:53
6. Algiers – 3:42
7. Maybe on Monday – 3:37
8. Puerto – 4:23
9. Better and Better – 2:33
10. No Te Vayas – 4:15
11. Hush – 4:22
12. The Vanishing Mind – 3:54